# Tiburón 2
Tiburón 2 (titulada originalmente como Jaws 2) es una película estadounidense producida por Universal Pictures en 1978. Fue dirigida por Jeannot Szwarc y protagonizada por Roy Scheider, Lorraine Gary y Murray Hamilton. Es la secuela de Tiburón, y fue estrenada el 16 de junio de 1978.

## Argumento
Han pasado cinco años desde el ataque del tiburón blanco. La película empieza con dos buzos explorando la barca "Orca", hundida, cuando son atacados por otro tiburón blanco, resultando ambos muertos. Uno de ellos llevaba una cámara. Mientras, en la isla Amity, se celebraba una fiesta por una donación con la cual se pudo construir una alberca nueva. En ese momento, al Jefe Brody se le informa de la desaparición de los buzos; Hendricks le lleva la cámara de los buzos pero al principio no le da importancia.
Por otra parte, el hijo mayor de Brody, Mike, ya de 17 años, va cada día a navegar con amigos suyos. Una de sus amigas le presenta a una prima, Jackie. Mientras tanto, en otro lado de la costa, delante de la casa de una anciana, se observa en el mar una chica practicando esquí acuático. El tiburón la ataca y la devora. La chica conductora de la lancha trata de encontrarla, pero el tiburón vuelve a atacar; ella le arroja gasolina y trata de lanzarle una bengala, pero la lancha explota, matando a la conductora y se quema la mitad de la cabeza del tiburón. La anciana llama al jefe Brody, quien va a investigar e interroga a la anciana y a los chicos, luego envía a Hendricks a investigar, pero no encuentran nada, a excepción de un cable que da electricidad a la isla.
Al día siguiente, los chicos llegan al faro, que está alejado de la isla. Allí, Tina y Eddie encuentran una orca muerta, por lo que deciden avisar a Brody. Al llegar y ver las mordeduras que presenta el cuerpo, supone que son de un tiburón blanco, lo que le genera un gran temor, pero la especialista que lleva consigo para examinar el cadáver del animal le dice que aún no puede asegurarlo. En la alcaldía trata de avisar al alcalde Larry, pero Larry no le cree, demostrándose así que no aprendió del error que cometió en la película anterior. Después manda a Hendricks a revelar las fotos de la cámara de los buzos. Cuando va pasando por la playa encuentra unos restos de la lancha que explotó y el cadáver de la conductora. En su casa trata de contactar con Matt Hooper para que vuelva a la isla, a fin de verificar que es otro ataque de tiburón, pero a éste no le es posible. Durante la cena, Brody prohíbe a Mike que vuelva a navegar hasta que se resuelva el asunto, y Mike lo toma como un castigo.
Ya de día, en la playa, Brody sube a una torre de vigilancia, cuando de repente vislumbra una sombra en el mar. Da la voz de alarma, haciendo que toda la gente salga del agua, y dispara repetidamente a la sombra hasta que un pescador le dice que era un cardumen de peces azules. Al llegar la noche recibe las fotos de los buzos; en una de ellas se logra ver el ojo del tiburón. Dicha foto es llevada al alcalde y sus empleados, incluyendo a Len Peterson, pero se resisten a creer que es un tiburón, lo que causa el despido de Brody, siendo Hendricks el nuevo jefe de policía.
Mientras, en un bar, los chicos planean navegar hasta el faro otra vez, con excepción de Mike, pero la prima que le habían presentado le dice que desobedezca a su padre. A la mañana siguiente Mike trata de salir de la casa sin hacer ruido, pero su hermano menor, Sean, le descubre y le dice que le lleve con él. Mike se niega, pero Sean le amenaza con delatarlo, y finalmente Mike se lo lleva. Ya en la playa, Mike se va en su bote con otros dos amigos y Sean se va con otra amiga en otro bote. En medio del camino se encuentran con un señor llamado Tom, a quien ya conocían los chicos, quien iba con un equipo de buzo. Durante la inmersión, Tom se separa del grupo y se encuentra con el tiburón; sale despavorido del agua hacia la superficie, lo que le provoca una embolia gaseosa, luego es llevado a la isla y le ve el jefe Brody, quien iba con su esposa Ellen. Hendricks le dice que él vio a Mike y Sean con los chicos y que iban al faro. Brody y Ellen toman un bote patrulla acompañados por Hendricks para localizar y hacer volver a los chicos.
En alta mar, los chicos deciden cambiar de rumbo y en lugar de ir al faro deciden irse a un islote cercano. Tina y Eddie se separan del grupo y durante la travesía a solas son atacados por el tiburón, que devora a Eddie y deja a Tina aterrorizada y en estado de shock. Brody encuentra el bote y a Tina, quien le dice que fue un tiburón. Un bote pasaba cerca y Brody lo llama para que se lleve a Ellen y a Tina, marchándose Hendricks con ellas. Brody llama a un helicóptero para que busque a los chicos cerca del faro. Estos son atacados por el tiburón, provocando el choque de los botes entre ellos y causando que algunos vuelquen. Mike, en el transcurso del ataque, se golpea la cabeza contra el bote y cae al agua inconsciente. Sólo queda un bote intacto, y dos amigos de Mike se lo llevan de regreso a la isla en él.
Los chicos tratan de unir los botes con sogas, unen todos con excepción del bote en el que iban Sean y una chica llamada Marge, que está volcado.  Mientras, Brody llega al faro y ve que los chicos no están allí, así que avisa al helicóptero para que siga buscando al grupo. Aparece el helicóptero, cuyo piloto los amarra a una cuerda para remolcarlos al puerto, pero en el momento de despegar el tiburón ataca al helicóptero provocando su vuelco y devora al piloto. Durante el ataque del escualo, Sean resbala y cae el agua, Marge se lanza a rescatarlo y consigue subirlo a la quilla del bote, pero es devorada por el tiburón.
Los chicos están agrupados en restos de botes, excepto Sean que, en fase de shock por haber presenciado la muerte de Marge, no reacciona a los gritos de los demás, y le tiran una cuerda para acercar su bote al de ellos. Finalmente, Sean reacciona y unen el bote. 
Por fin, el jefe Brody encuentra a los chicos; trata de pedir ayuda por radio, pero no hay frecuencia. Tras observar que se encuentran cerca de la isla que genera electricidad para Amity, les dice a los chicos que se tienen que acercar más a la costa. El tiburón aparece y destroza los botes cayendo todos al agua menos Sean y Jackie, que permanecen en los restos de los botes; los demás llegan a la costa. Brody ve un cable de electricidad como el que encontró Hendricks, lo agarra y saca un remo partido y empieza a golpear el cable con el remo para hacer ruido, ya que la especialista le había explicado que los tiburones son atraídos con algún ruido que les llame la atención. El tiburón emerge a la superficie y muerde el cable, electrocutándose, con lo cual acaba envuelto en llamas y se hunde ya fallecido. Todos tranquilos por la muerte del tiburón esperan en la isla a que los rescaten, mientras Sean le dice a su padre que Mike lo obligó a venir, y finalmente el padre perdona a ambos.

## Reparto
- Roy Scheider como Martin Brody.
- Lorraine Gary como Ellen Brody.
- Murray Hamilton como Larry Vaughn, el alcalde.
- Jeffrey C. Kramer como Lenny Hendricks, el policía.
- Mark Grunner como Michael "Mike" Brody.
- Marc Gilpin como Sean Brody.
- David Elliott como Larry Vaughn, Jr.
- Josehp Mascolo como Len Peterson.
- Ann Dusenberry como Tina Wilcox.
- Gary Springer como Andy Nicholas.
- Donna Wilkes como Jackie Peters.
- Barry Coe como Tom Andrews.
- Gary Dubin como Eddie Marchand.
- John Dukakis como Paul Polo Loman.
- G. Thomas Dunlop como Timmy Weldon.
- Keith Gordon como Doug Fetterman.
- Cindy Grover como Lucy.
- Ben Marley como Patrick.
- Martha Swatek como Marge.
- Billy Van Zandt como Bob.
- Gigi Vorgan como Brooke Peters.
- Jerry M. Baxter como el piloto del helicóptero.
- Collin Wilcox Paxton como el doctor Elkins.
- Susan French como la mujer anciana.
- Jean Coulter como el conductor del esquí acuático.
- Daphne Dibble como uno de los nadadores.
- Christine Freeman como la que práctica esquí acuático.
- April Gilpin como Renee.
- William Griffith.
- Gregory Harris como un conductor.
- Coll Red McLean como Red.
- Susan O. McMillan como una tripulante.
- David Owsley como un tripulante.
- Allan L. Paddack como Crosby.
- Oneida Rollins como el conductor de la ambulancia.
- Frank James Sparks como un conductor.
- Thomas A. Stewart como un asistente.
- David Tintle como un nadador.
- Jim Wilson como un nadador.
- Kathy Wilson como Mrs. Bryant.
- Herb Muller como Phil Fogarty.
- Fritzi Jane Courtney.
- Alfred Wilde.
- Cyprian R. Dube.
- Mary A. Gaffney como Mrs. Silvera.
- Bill Green.
- George Buck.
- Robin Eddins.
- Michael Smith.

Entre los dobles se encuentran:
- Ted Grossman
- Gregory J. Barnett
- Jean Coulter
- Hubie Kerns, Jr.
- Steven Knowles
- Greg Le Duc

## Producción
Como la primera película tuvo tanto éxito, la segunda no tardó en planearse. Había planes para que Steven Spielberg la dirigiera. Sin embargo él prefirió no participar en la misma a pesar de que tenía al principio ilusión de hacerla, aunque con la condición de hacer en vez de ello una precuela contando lo que ocurrió al USS Indianapolis, algo que fue mencionado en la primera película. Sin embargo los productores no quisieron hacerla y de esa forma se separaron.
Al principio la obra cinematográfica fue rodada por el director John D. Hancock, quien incluso filmó algunas escenas. Sin embargo la productora tenía discrepancias con él, ya que Hancock quería hacer un film de terror puro, mientras que la productora quería una película más comercial y de aventuras. Al final lo despidieron y contrataron a Jeannot Szwarc, que luego hizo el resto de la película.

## Recepción

### Crítica
Tiburón 2 fue recibida con críticas mixtas a favorables, a pesar de ser considerada mucho mejor que las posteriores secuelas. En la página Rotten Tomatoes obtuvo un índice de 61%, mucho menos que su predecesora la cual obtuvo 97%. Aun siendo considerada inferior a la primera película, la mayoría de críticos exaltaron las actuaciones de Scheider, Gary y Hamilton, así como las secuencias de acción.

### Taquilla
La producción cinematográfica consiguió un gran éxito de taquilla, aunque sin llegar al de su precedente. Aun así se convirtió en su época en la segunda secuela más exitosa de la historia del celuloide, sólo superada por El Imperio contraataca (1980). Eso abrió paso a que hubiese dos secuelas más.